# Grasshopper (banda)
Grasshopper ( en español: Saltamontes) es una banda musical de género Cantopop formado en Hong Kong en 1982. Esta banda se formó por tres integrantes como Edmond So Chi Wai, Calvin Choy Yat Chi y Remus Choy Yat Kit. Calvin y Remo son hermanos, mientras que Edmond es su amigo de la infancia, los tres eran vecinos desde niños. Inicialmente, Remus Choy fue quien tuvo inquietudes artísticas en el canto y en el baile, ya que su madre era profesora de baile. A los 16 años se inscribió en un concurso de canto, después de haber marcando el nombre de su hermano Calvin y Edmond como bailarines. Este grupo infantil, no fue mucho más allá de la competencia local, sin embargo, los tres decidieron tomar en serio una decisión y así formar un trío musical. Ellos decidieron bautizarse bajo el nombre de Grasshopper, basándose en su propia agilidad.

## Carrera
En 1985, el grupo audicionó y ganó un concurso de canto en Hong Kong llamado "New Talent Singing Awards", cuyo juez y ganador anterior fue Anita Mui.
La cantante se dio cuenta de que el trío tenía un gran talento y los invitó a convertirse en bailarines y cantantes, ella les brindó su apoyo en sus conciertos en vivo.
Después de haber participado en una gira de conciertos, la banda lanzó su primer álbum en febrero de 1988. En 2000, después de una exitosa carrera en la música, a Edmond se le pidió para protagonizar una serie de televisión del canal TVB. Fue entonces cuando el trío se dio un descanso para permitir de que cada uno de sus integrantes cumpla con su carrera en solitario. Sin embargo y contrariamente, a la creencia popular, nunca ha habido una división real en el grupo.

## Discografía

### Álmnes en cantonés
- 26 de febrero de 1988 - 草蜢
- 18 de octubre de 1988 - 烈火快車》
- 21 de junio de 1989 - Grasshopper III
- 20 de marzo de 1990 - Grasshopper
- 7 de septiembre de 1990 - The Best
- 28 de diciembre de 1990 - 物質女郎
- 19 de abril de 1991 - Lonely
- 18 de julio de 1991 - You are Everything
- 1992 - The Best
- 23 de enero de 1992 - 永遠愛著您
- 27 de abril de 1992 - Grasshopper Make Some Noise-Remix
- 20 de agosto de 1992 - La La Means I Love You
- 18 de diciembre de 1992 - 捨不得的感覺
- 18 de mayo de 1993 - 世界會變得很美
- 13 de enero de 1994 - 草蜢與你在一起
- 17 de octubre de 1994 - 音樂昆蟲
- 3 de marzo de 1995 - Grasshopper Cocktail
- 26 de abril de 1995 - 三人主義
- 27 de septiembre de 1995 - Present
- 26 de marzo de 1996 - 草蜢原聲精選
- 5 de julio de 1996 - 草蜢音樂店Grasshopper Shop
- 2005 - 我們的草蜢
- 2005 - 我們的草蜢演唱會 (2CD + DVD Bonus)

### Álbumes en mandarín
- 30 de mayo de 1990 - 限時傳送
- 18 de octubre de 1990 - 失戀陣線聯盟
- Mayo de 1991 - 讓妳哭紅了眼睛
- Diciembre de 1991 - 忘情森巴舞
- 24 de junio de 1992 - 限時忘情 Remix
- 16 de septiembre de 1992 - 又愛又恨 Love & Hate
- 6 de enero de 1993 - 勁爆熱情選輯
- 26 de marzo de 1993 - 草蜢Live In Concert
- 15 de junio de 1993 - 寶貝對不起
- 6 de abril de 1994 - 暗戀的代價
- 20 de marzo de 1995 - 有緣來做伙
- 21 de diciembre de 1995 - 愛不怕
- 1997 - ba-ba-ba 不屬於
- 27 de noviembre de 2009 - 最熱傳奇 (raccolta con inediti)